# Valle de El Guarco
El Valle de El Guarco es una depresión tectónica, que se encuentra ubicada en la provincia de Cartago, Costa Rica. 
Está al oriente del Valle Central, entre los montes dependientes de la cordillera de las Cruces y la Cordillera Volcánica Central. En él se encuentra ubicado el área metropolitana de la ciudad de Cartago, la cual incluye las áreas urbanas de los cantones adyacentes de Paraíso, Oreamuno y El Guarco. 
Constituye la segunda mayor área metropolitana del país, solo superada por la de San José, capital de la República.

## Localización
El Valle de El Guarco limita al norte con las estribaciones del volcán Irazú, al este con los cerros Duan y Congo, al sur con las estribaciones de la cordillera de Talamanca (Cerro Vueltas y Alto Cedral) donde nacen los ríos Grande de Orosi (río Macho, Purisil, Tapantí y Palomo, con sus respectivos afluentes) y el río Navarro. Al oeste limita con el Cerro Tablazo y al noroeste con el Collado de Ochomogo (Cerro de la Carpintera). 
El principal sistema de drenaje del valle lo constituye el río Reventado que nace en el Cerro Cuericí, en las estribaciones del noreste de la cordillera de Talamanca. Por la fertilidad de sus suelos volcánicos y aluviales, el Valle de El Guarco es el asentamiento de
importantes centros de población que tienen en la agricultura y ganadería sus principales fuentes económicas.

## Toponimia
Este valle le debe su nombre al cacique indígena llamado El Guarco, quien fue un rey indígena en la época en que Costa Rica fue una  colonia del Imperio español.

## Clima
El Valle de El Guarco se ubica en el extremo oriental de la Región Central de Costa Rica, lo que le permite disfrutar de un clima particular, afectado por la influencia Caribe y Pacífica a la vez. El clima de esta región es propio de meseta, ya que combina el tipo de clima de las faldas del Caribe con el clima de las faldas del Pacífico. Se caracteriza por lluvias moderadas y temperaturas frescas. Mantiene precipitaciones cercanas a los 2000 mm por año, con 128 días con lluvia y un solo mes seco. La temperatura máxima promedio es de 26 grados Celsius y la mínima promedio de 15 grados Celsius. El bosque asociado es el Húmedo Subtropical. 
En cuanto al tipo y cantidad de precipitación, la región presenta una marcada influencia caribeña. Los vientos alisios del noreste son los principales responsables del aporte de humedad al valle, lo que genera niveles pluviométricos elevados capaces de mantener una vegetación y un paisaje siempre verde, incluso durante la estación más seca.
No obstante, los vientos del oeste provenientes del Pacífico también ejercen una influencia significativa en la estacionalidad de las lluvias. Esta interacción climática da lugar a un patrón característico de la vertiente pacífica, con estaciones bien definidas: seca, lluviosa, de transición y el veranillo.

## Historia del Asentamiento
La sumisión a los españoles aceptada por el Cacicazgo de El Guarco, motivó el traslado del principal núcleo de población hacia dicho territorio, según lo narra el propio Juan Vázquez de Coronado, fue Juan Illanés de Castro quien le habló de la belleza y buen clima de dicho valle. Por ello decidió hacer un reconocimiento del territorio, el cual describe como: el mejor de las indias para poblar una ciudad. Fue así como Vázquez de Coronado decidió fundar una ciudad cerca de los ríos Coris y Purires en el año 1563, a la que le dio el nombre de Cartago. 